# Symplocos kowalewskii
Symplocos kowalewskii ist eine ausgestorbene Pflanzenart. Sie gehört zur Gattung Symplocos innerhalb der Familie Symplocaceae.

## Beschreibung
Die fünfzählige Blüte von Symplocos kowalewskii ist 25–28 mm breit. Die Corolla ist basal verwachsen, und die Außenseite ist mit Trichomen besetzt. Die meisten Pollenkörner sind tricolporat.

## Taxonomie
Die Art wurde 1872 von Robert Caspary mit dem Basionym Stewartia kowalewskii (Familie Theaceae) erstbeschrieben. Eva-Maria Sadowski vom Museum für Naturkunde Berlin und Christa-Charlotte Hofmann von der Universität Wien stellten sie 2023 als Symplocos kowalewskii comb. nov. et emend. in die Gattung Symplocos (Familie Symplocaceae). Innerhalb der Gattung kann sie in die Untergattung Symplocos eingeordnet werden.

## Ökologie
Man nimmt an, dass Symplocos kowalewskii in Waldlebensräumen vorkam sowie womöglich auch in Quasisequoia-Sümpfen. Die rezenten asiatischen Verwandten wachsen in montanen und feuchten Wäldern.

## Zeitliche Einordnung
Das fossile Exemplar stammt aus dem späten Eozän.

## Verbreitung
Das Fossil stammt aus dem Ostseeraum. Es wurde wahrscheinlich auf der Halbinsel Samland gefunden.

## Wissenschaftliche Bedeutung
Das erhaltene Exemplar ist ungewöhnlich groß. Es ist etwa dreimal so groß wie die meisten Blüten, die in Bernstein konserviert wurden. Dies macht das konservierte Exemplar von Symplocos kowalewskii einzigartig, da es die größte bekannte in Bernstein konservierte Blüte ist. Die Seltenheit solcher Exemplare lässt sich womöglich durch die physikalischen Eigenschaften des Harzes erklären. Außerdem geht man davon aus, dass größere Exemplare nicht gut am Harz haften. Dieses Fossil kann dazu beitragen, die alte Flora und das Klima zu rekonstruieren.